# Museo Virreinal de San Miguel Zinacantepec
El Museo Virreinal de San Miguel Zinacantepec está ubicado en el Ex-convento de San Miguel Zinacantepec, que fue construido durante el siglo XVI por la orden de los franciscanos. Mantuvo esa función hasta 1860, año en que fue convertido en casa cural. Declarado monumento nacional en 1934 y restaurado de 1977 a 1980. Abrió sus puertas como museo a mediados de 1980, con el objeto de preservar y difundir el acervo colonial y virreinal de Zinacantepec.

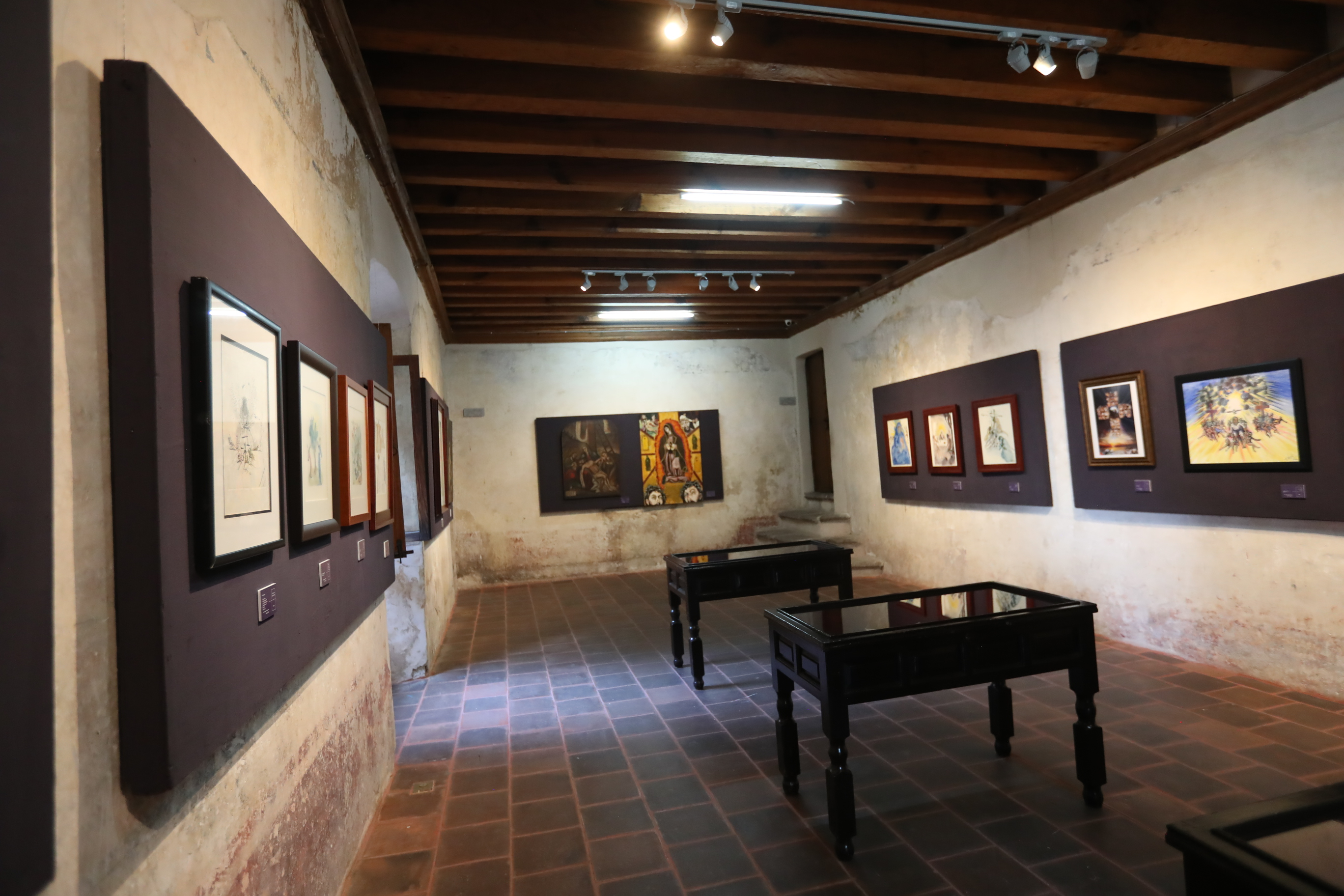
Museo Virreinal, Zinacantepec

## Historia
En 1987 el gobierno del Estado de México, con apoyo del Fondo Nacional para Actividades Sociales (FONAPAS), inició la remodelación del convento franciscano (siglo XVI), siendo concluida en 1982, inaugurándose como “arte virreinal del valle de Toluca”, contando con la capilla abierta embelleciéndola con sus pinturas murales y frescos, resaltando la imagen de San Francisco de Asís y el árbol genealógico que brota de su corazón, los franciscanos aquí iniciaron la evangelización de los indígenas de la región. A un costado de la capilla abierta se encuentra la Pila Bautismal monolítica de 1581.  En este lugar se encuentra el exconvento de la orden franciscana, establecido en la Nueva España en el siglo XVI, cuya construcción fue solicitada al virrey por el encomendero Juan de Sámano, quien estaba a cargo del gobierno de esta población. Al ser secularizado en 1754 el convento franciscano, se convierte en parroquia y al convertirse en museo, este resguarda el archivo de la parroquia entre los años 1602 a 1971.

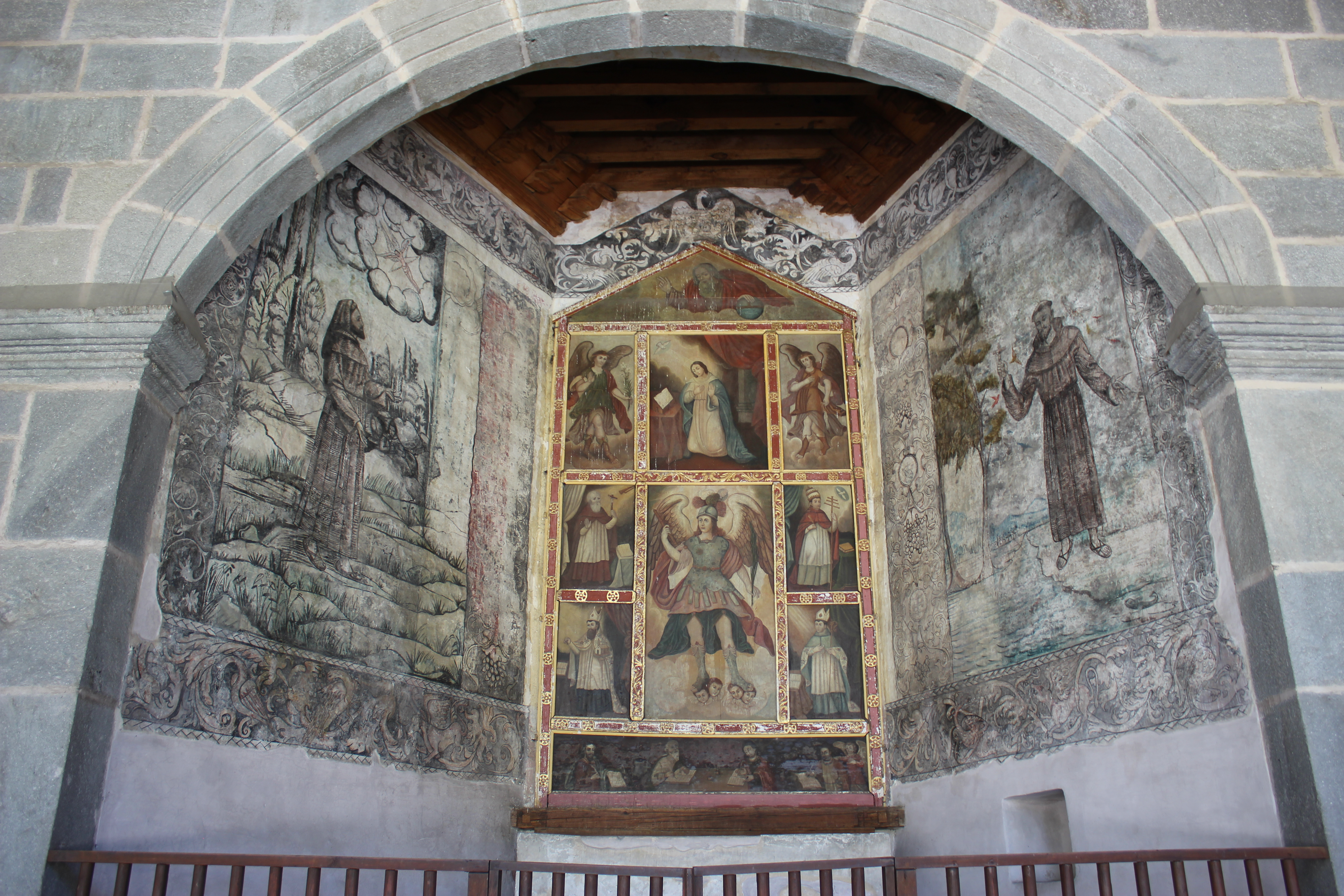
Retablo y frescos franciscanos de la capilla abierta

El museo Virreinal fue inaugurado el 5 de julio de 1980, por el entonces Presidente de México José López Portillo, con el objeto de difundir entre la población el ambiente y la vida conventual de los franciscanos durante la época virreinal, asimismo mostrar las características del arte religioso de los siglos XVI al XIX.

## Partes del complejo arquitectónico
El complejo arquitectónico del museo está conformado por atrio, capilla abierta, bautisterio, anteportería y portería, claustro bajo, sala de profundis, anterrefectorio y refectorio, alacena, cocina, despensa, claustro alto, pasillo ambulatorio, celdas (dos normales y una principal), biblioteca, sala de virreyes, corredor de claustro alto, celda de oración o sala de capítulos, sala de visitas importantes y sala de exposiciones temporales.
El museo cuenta con 18 salas, entre ellas el Bautisterio, en este espacio se encuentra la pila monolítica bautismal del siglo XVI y pone de manifiesto la mano de obra indígena y el arte tequitqui. La pila presenta en su borde superior un cordón franciscano, más abajo una leyenda en lengua náhuatl qué explica: esta pila fue hecha en el año de 1581.
Tiene cuatro medallones con temas bíblicos como La lucha del arcángel San Miguel con Luzbel y el Bautismo de Jesús.
- La capilla abierta surge para contrarrestar la renuencia de los indígenas a celebrar sus cultos y ceremonias en interiores, los sacerdotes oficiaban las actividades religiosas en este sitio. El altar, consta de pinturas al fresco realizadas en el siglo XVI con imágenes de San Francisco de Asís. Las pinturas son de estilo renacentista. También se aprecia el retablo con representaciones de Dios Padre, el Arcángel Gabriel, la Anunciación de la Virgen, el Arcángel Rafael, San Jerónimo, el Arcángel Miguel, San Agustín, San Ambrosio y San Gregorio; además de los cuatro evangelistas: San Marcos, San Lucas, San Juan, San Mateo.[4]

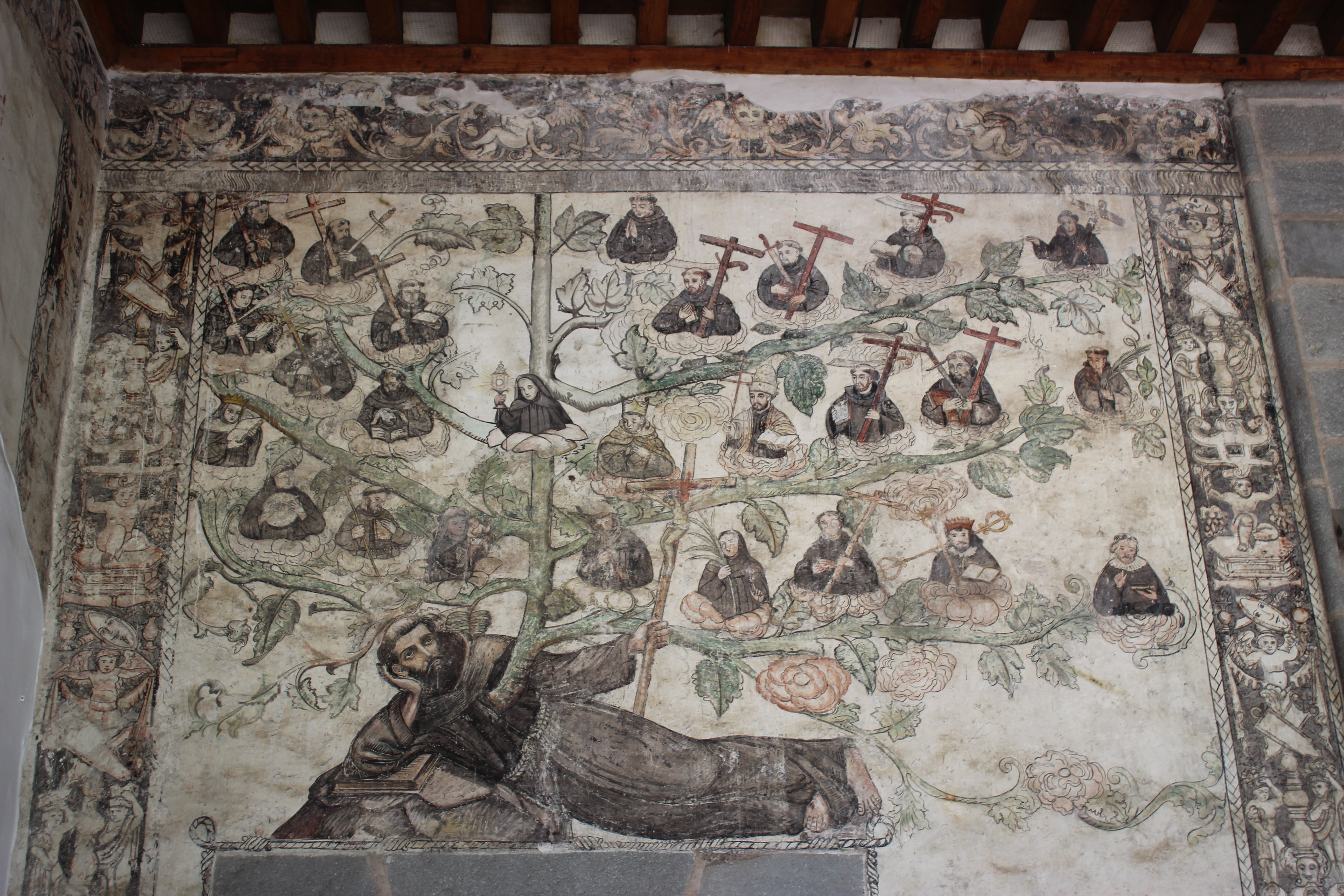
Árbol genealógico franciscano, en estilo de árbol de Jesé

- Anteportería, en la parte superior, encontramos el fresco del árbol genealógico de San Francisco de Asís.
- La portería, da acceso al claustro bajo y conserva frescos de estilo mudéjar.
- En el anterrefectorio, se aprecia un lavabo empotrado, de piedra, donde se aseaban antes de tomar sus alimentos en el refectorio.
- La cocina posee una chimenea de estilo medieval y junto a ella tenemos la alacena, donde guardaban semillas.
- En el claustro alto se ubican celdas, dos de ellas eran para visitas importantes, pues son las más amplias, en ellas existen pinturas de los siglos XVI al XIX, casi todas ellas anónimas, excepto la pintura del artista Andrés de la Concha, en estos espacios también se conservan frescos del siglo XVI.Sala de Virreyes

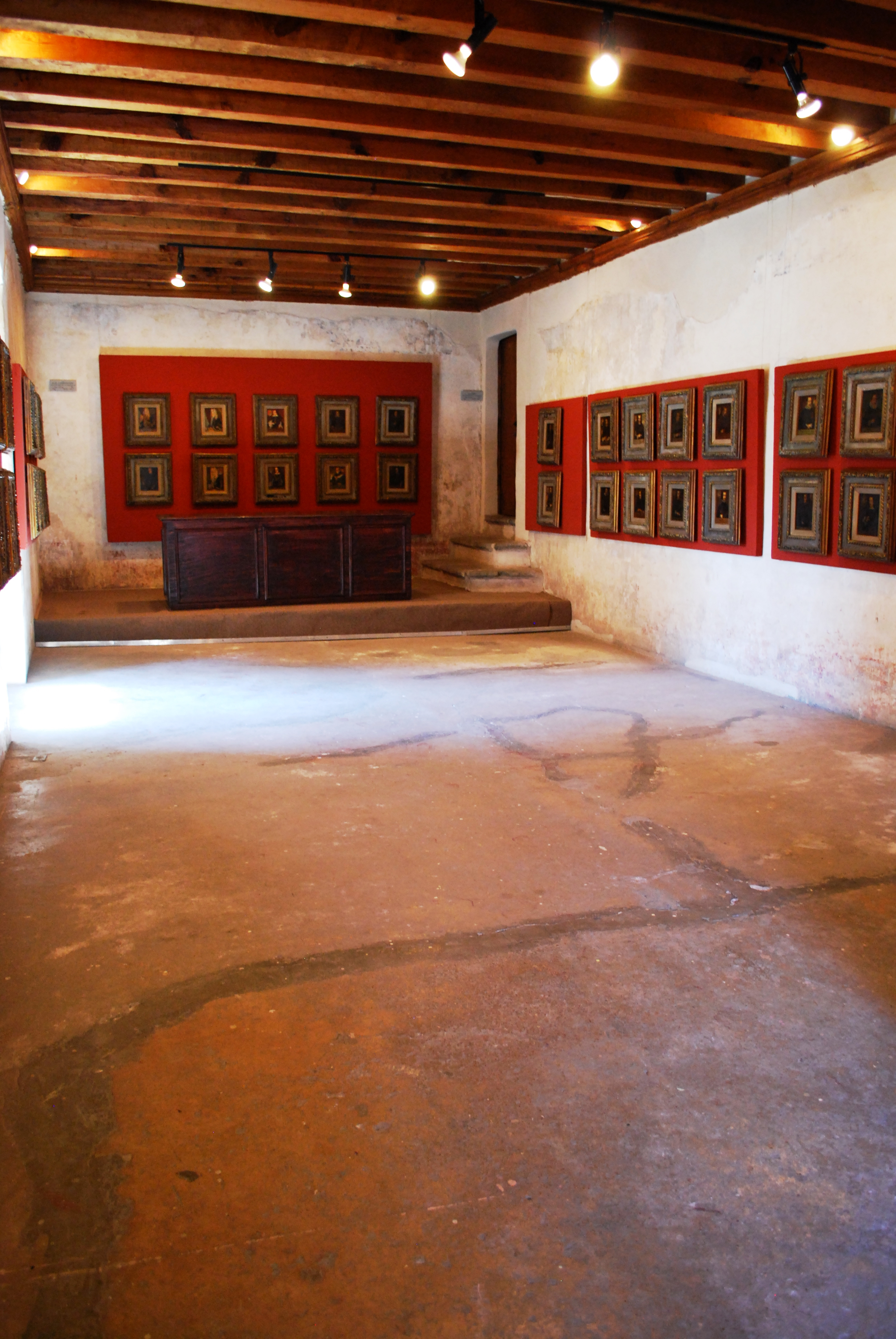
Sala de Virreyes

- Sala de Virreyes, hay 60 óleos de los virreyes que gobernaron durante la época de la Nueva España, son copias de los originales que se encuentran en el Museo de Historia en Chapultepec.Libros en la Biblioteca

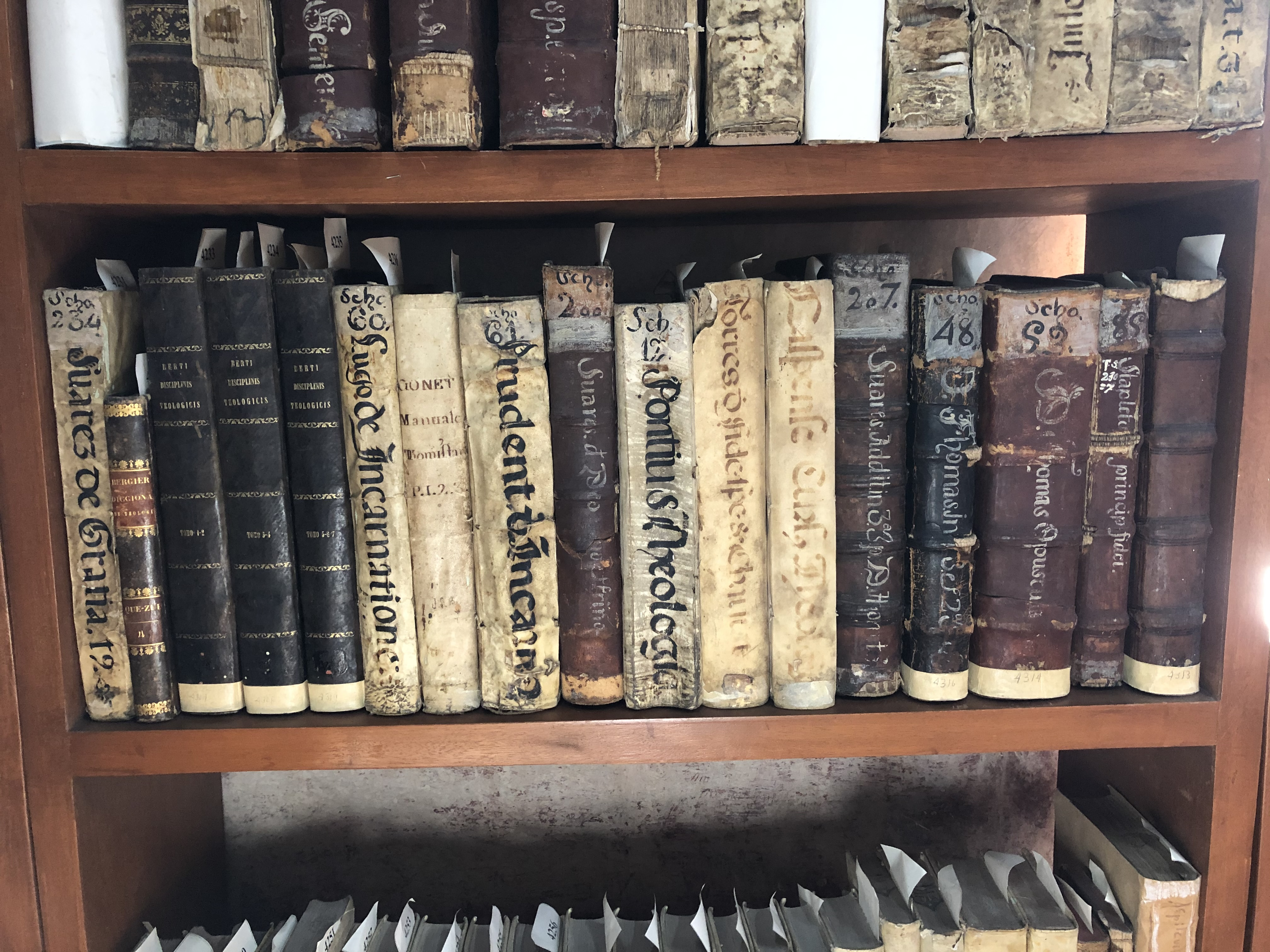
Libros en la Biblioteca

- La biblioteca resguarda 4,800 volúmenes, todos escritos en latín y español antiguo, sus temas son religiosos, algunos conservan sellos de diversas órdenes religiosas.[5]